# Cambra baixa
La cambra baixa és una de les dues cambres d'un cos legislatiu bicameral; l'altra és la cambra alta. Les funcions i característiques dels parlaments unicamerals són idèntiques a aquelles de les cambres baixes.
En les democràcies parlamentàries la cambra baixa és la cambra amb més poder explícit o implícit per convenció. La cambra baixa és l'única que designa al cap de govern o al primer ministre i pot remoure'l per mitjà d'una moció de censura. La cambra baixa es considera la representació directa del poble, ja sigui per mitjà de l'elecció de representants d'una llista de diputats en un escrutini proporcional plurinominal o per l'elecció de representants directes de cadascuna de les circumscripcions en què està dividit l'Estat en un escrutini uninominal majoritari. La cambra alta té menys poder (com a Espanya), i en altres casos les seves funcions són merament cerimonials (com al Regne Unit).
En les democràcies presidencialistes la cambra baixa sol tenir el mateix poder que la cambra alta, principalment en els sistemes federalistes: la cambra baixa representa a tots els ciutadans per igual (un diputat és elegit per cadascuna de les circumscripcions electorals en què està dividit el país amb la mateixa grandària poblacional) mentre que la cambra alta representa a cadascun dels estats o províncies membres per igual. Les funcions de la cambra baixa de les democràcies presidencialistes es restringeixen a la creació de lleis, però, no elegeix al cap de govern ni té la capacitat de deposar-lo.
La següents és una llista dels títols més comuns de les cambres baixes o unicamerals:
- Cambra de Diputats (a Mèxic)
- Cambra de Representants (als Estats Units)[2]
- Cambra d'Assemblea (a alguns estats constituents d'Austràlia)
- Cambra dels Comuns (al Regne Unit)[3]
- Assemblea Legislativa (a Ontario)
- Assemblea Nacional (a França)[4]
- Assemblea Nacional o Federal (a Alemanya).
- Congrés dels Diputats (a Espanya)
- Dáil Éireann (a la República d'Irlanda)
- Consell Nacional (a Suïssa)
- Sejm (a Polònia)
- Tweede Kamer o Segona Cambra (als Països Baixos)